# 簗正昭
簗 正昭（やな まさあき、1945年1月2日 - 2012年4月28日）は、日本の男性俳優、声優。東京都出身。

## 人物
立教大学在学中の1966年に劇団雲研究生となり、その後劇団員に昇格。1975年からは劇団昴に所属し1997年に退団。2004年からは劇団NLTに在籍した。
俳優・声優としての仕事のほか、帝国ホテルにおける多数のイベントにおける司会を担当した。
玉川大学文学部芸術学科演劇専攻・芸術学部パフォーミングアーツ学科で2011年まで教鞭をとり、数多くの演劇人を育成し、玉川大学における主要行事の司会進行を務めた。
2012年4月28日、食道癌で死去。

## 出演作品

### テレビドラマ
- 俺たちは天使だ!
- 仮面ライダースーパー1（大田五郎博士）
- GO!GOスカイヤー
- 大河ドラマ
  - 樅ノ木は残った（松原十右衛門）
  - 新・平家物語（源兼綱）
  - 徳川家康（奥平貞治）
  - 山河燃ゆ（捜査官）
- 真田太平記（上杉の急使）

### 映画
- 戦争と人間（市来真吾）

### テレビアニメ
- まんが日本絵巻（新王、浅井長政、哲次郎、卜部季武、楠木正季）

### 吹き替え
- アンダーカバー・ブルース/子連れで銃撃戦!?
- 1492 コロンブス（アロハス）※ソフト版
- 恋のためらい/フランキーとジョニー（ジョニー〈アル・パチーノ〉）
- ダーク・ハーフ（アラン・パングボーン保安官〈マイケル・ルーカー〉）
- 逃亡者
- ヒーロー/靴をなくした天使
- ふしぎの国のアリス ※ソフト版
- ブルドッグ
- 冒険者たち（ヴェルタン）※テレビ東京版
- BODY/ボディ（ロバート・ギャレット〈ジョー・マンテーニャ〉）※VHS版
- マージョリーの告白（ウィルバー〈エド・オニール〉）
- マイ・ラブ（シモン・デュロック〈アンドレ・デュソリエ〉）※TBS版

### 舞台
- 榎本武揚（1967年、劇団雲） - 番頭 役
- オィディプス王
- 業平
- マクベス
- 陽気な幽霊
- リチャードII世